# Filip Erasmus z Lichtenštejna
Filip Erasmus princ z Lichtenštejna (německy Philipp Erasmus Prinz von und zu Liechtenstein) (11. září 1664 Wilfersdorf, Dolní Rakousko – 13. ledna 1704 Castelnuovo-Bormida, Itálie) byl rakouský šlechtic, princ z rodu Lichtenštejnů. Od mládí sloužil v císařské armádě, vyznamenal se v bojích proti Turkům a v roce 1700 dosáhl hodnosti polního podmaršála. Za války o španělské dědictví padl v Itálii.

## Životopis

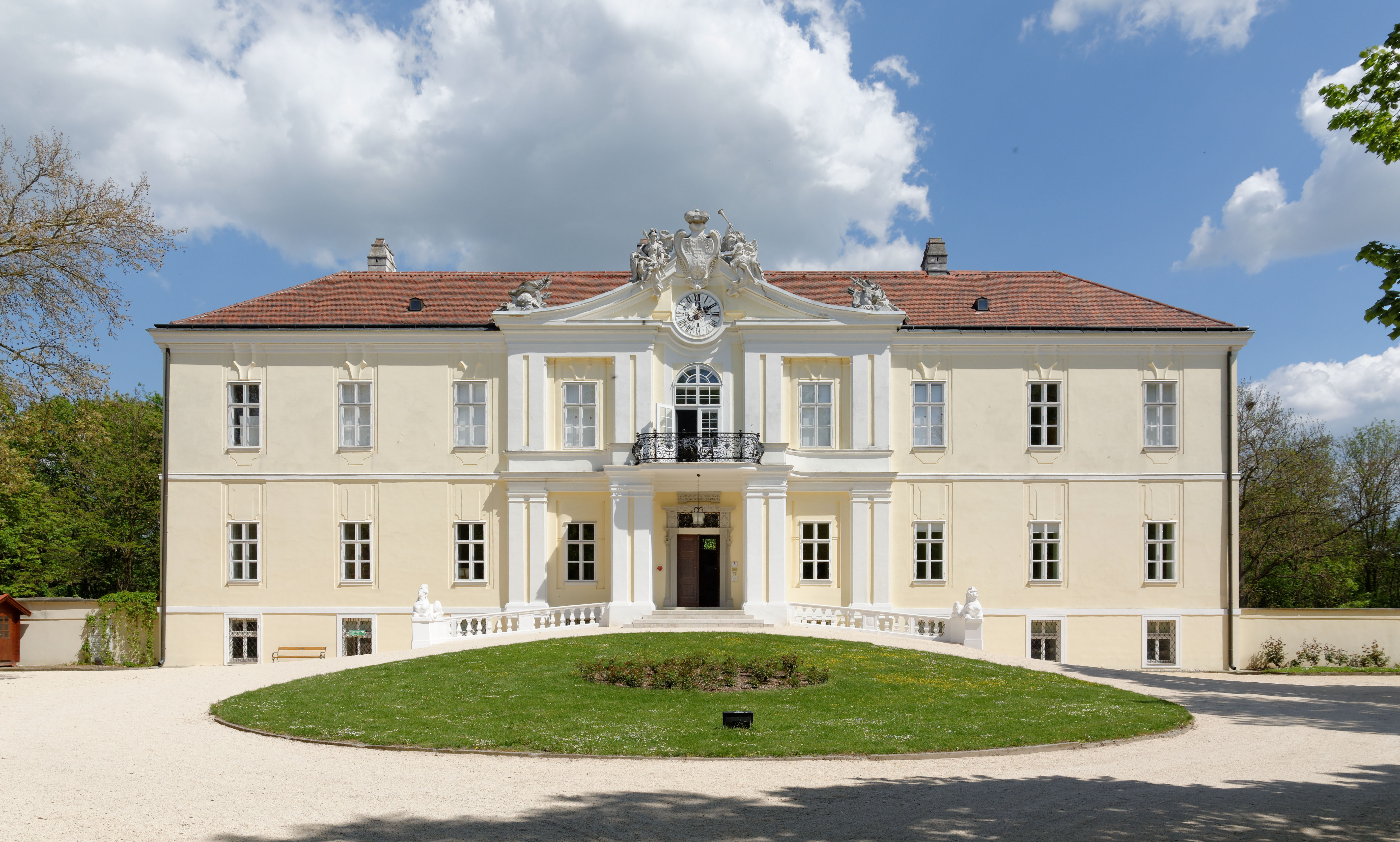
Zámek Wilfersdorf Dolní Rakousy, rodiště Filipa Erasma z Lichtenštejna

Pocházel z knížecí rodiny Lichtenštejnů, patřil k sekundogenituře založené knížetem Gundakarem z Lichtenštejna. Narodil se na zámku Wilfersdorf jako dvanáctý syn knížete Hartmana z Lichtenštejna (1613–1686) a jeho manželky Sidonie Alžběty, rozené starohraběnky Salm-Reifferscheidtové (1623–1688). Spolu s mladším bratrem Hartmanem (1666–1728) absolvoval kavalírskou cestu, která začala v květnu 1682 ve Vídni. Přes Prahu a německé země se vydali Nizozemí a Belgie, více než rok pak strávili v Paříži (červenec 1682 až říjen 1683). V době obléhání Vídně Turky se vrátil do Rakouska a zúčastnil se bitvy u Vídně. Poté pokračoval v kavalírské cestě po Itálii, kde téměř rok strávil v Turíně (1684–1685) a půl roku v Sieně (1685–1686), kde také studoval na univerzitě. Po delším pobytu od zimy do léta 1686 v Římě se vrátil do Rakouska a znovu vstoupil do armády, byl také jmenován císařským komorníkem.
Od roku 1686 byl pobočníkem Karla Lotrinského, pod jehož velením se zúčastnil bitvy u Moháče (1687) a již v roce 1688 byl jmenován podplukovníkem. Bojoval u Bělehradu (1689) a téhož roku byl povýšen na plukovníka. Na války proti Turkům poskytl státu z vlastních zdrojů půjčku ve výši 100 000 zlatých (finance získal díky dědickému vyrovnání po smrti otce Hartmana) a v roce 1695 byl jmenován generálním polním vachtmistrem (respektive generálmajorem). V roce 1696 ve funkci generálního válečného komisaře převzal velení v Uhrách a s Evženem Savojským se zúčastnil vítězné bitvy u Zenty (1697). Poté znovu pobýval v Uhrách a v roce 1700 byl jmenován polním podmaršálem císařské armády. S princem Evženem pak odjel do Itálie, kde se zúčastnil bitev v rámci války o španělské dědictví. Vyznamenal se v bitvě u Luzzary (1702), kde byl vážně zraněn. Po uzdravení se vrátil do armády, ale již v lednu 1704 padl při krytí zadního voje císařské armády při přechodu přes řeku Bormida u Castelnuova. Jeho tělo bylo k pohřbení převezeno do Rochefortu, který patřil rodině jeho manželky.

### Rodina
V roce 1695 se na zámku v Lovosicích oženil s hraběnkou Kristinou Terezií z Löwenstein-Wertheim-Rochefortu (1665–1730), sestrou významného diplomata knížete Maxmiliána Karla Löwenstein-Wertheima. Kristina Terezie později žila na zámku v Rumburku, který její syn Josef Václav zdědil po strýci Antonínu Floriánovi. Na Strážném vrchu u Rumburku nechala v letech 1722–1725 postavit poutní kapli sv. Jana Křtitele. Je pohřbena v hrobce rumburského kapucínského kláštera. Z jejich manželství se narodili tři synové:
- 1. Josef Václav kníže z Lichtenštejna (1696–1772), c. k. polní maršál, císařský velvyslanec ve Francii, rytíř Řád zlatého rouna
- 2. Emanuel Jan Josef (1700–1771), nejvyšší hofmistr císařovny Amálie Vilemíny, rytíř Řádu zlatého rouna, majitel panství Moravský Krumlov
- 3. Jan Antonín Hartman (1702–1724), majitel panství Liptovský Hrádok, zemřel v Miláně

Z Filipových sourozenců nejstarší bratr kníže Maxmilián II. Jakub (1641–1709) rezignoval na kariéru a trvale žil na svém sídle v Moravském Krumlově. Z dalších bratrů vynikl kníže Antonín Florián (1656–1721), který se uplatnil jako diplomat a později byl dlouholetým císařským nejvyšším hofmistrem. Nejmladší bratr Hartman Jan Antonín (1666–1728) zastával u císařského dvora úřad nejvyššího lovčího. Další příbuzenské vazby získal díky sňatkům svých sester, které se provdaly do vlivných šlechtických rodin Althannů, Trauttmansdorffů, Pálffyů nebo Thun-Hohensteinů.